# Južnoslavenski jezici
██ slovenski jezik
██ hrvatski jezik
██ bošnjački jezik
██ crnogorski jezik
██ srpski jezik
██ makedonski jezik
██ bugarski jezik
Južnoslavenski jezici, podskupina su slavenskih jezika, ukupno ih je osam (SIL International).
- Zapadnojužnoslavenski (5):

bošnjački jezik  [bos]
crnogorski jezik [cnr]
hrvatski jezik [hrv]
gradišćanskohrvatski jezik
kajkavski književni jezik [kjv]
moliški hrvatski [svm]
slovenski jezik [slv]
prekomurski jezik. 3. 2. 2012. odbijen mu je zahtjev za priznajem jezičnog statusa.
rezijanski jezik
srpski jezik  [srp] 
slavenosrpski jezik
- Istočnojužnoslavenski (3):

bugarski jezik [bul]
bogomilski dijalekt
pomački dijalekt
makedonski jezik [mkd]
jugoistočno makedonsko narječje (s 8 dijalekata)
zapadno makedonsko narječje (13 dijalekata)
sjeverno makedonsko narječje (7 dijalekata):
starocrkvenoslavenski [chu] - izumrli jezik

## Napomene
- Današnje srednjoslovačko narječje slovačkog jezika je u osnovi južnoslavensko, odnosno ima bitne južnoslavenske osobine.[3] Kad se prekinula slavenska sveza u Panonskoj nizini, na području današnje Mađarske, ti su se govori odvojili od ostatka Južnih Slavena te od onda pod utjecajem većinskog okružja Zapadnih Slavena primaju zapadnoslavenske osobine.[3]
- Postojeći južnoslavenski nacionalni jezici iskristalizirali su se u slovenski jezik, hrvatski jezik, bošnjački jezik, crnogorski jezik, srpski jezik, makedonski jezik, bugarski jezik.
- Prema dijalektološkom kriteriju južnoslavenske jezike možemo svrstati u sustave ili sisteme, slovenski jezični sustav obuhvaća slovensko narječje koje se sastoji od niza dijalekata na ozemlju od Koruške i Soče na zapadu do granice s Republikom Hrvatskom na jugoistoku, dijalekti slovenskog jezičnog sustava neposredno uz hrvatsku granicu spadaju u prijelazne govore koji se nadovezuju na hrvatske dijalekte. Hrvatski jezik kao sustav obuhvaća prostor triju narječja koja su se ustrojila tijekom povijseti, to su kajkavsko narječje koje se sa svojim istočnim dijalektima nadovezuje na sjeverozapadne štokavske dijalekte što je izraženo u križevačko-podravskom dijalektu i u sjeverozapadnim govorima slavonskoga dijalekta. U južnim dijalektima kajkavsko narječje se nadovezuje na čakavsko u prigorskom, donjesutlanskom, goranskom, gornjemiranskom i srednjočakavskom dijalektu koji posjeduju i kajkavske i čakavske osobine tako da ne postoji jasna diferencijacija prema kajkavskom narječju. Jezični sustav hrvatskoga jezika nastavlja se na čakavsko narječje s ulančanim nizom dijalekata povezanih na zapadu i sjeverozapadu s kajkavskim a na istoku i jugoistoku sa štokavskim narječjem, u južnočakavskom dijalektu nema jasne diferencijalne crte prema zapadnoštokavskom dijalektu na koji se prirodno nadovezuje, i drugi zapadnoštokavski dijalekti i govori nadovezuju se na čakavske dijalekte. Štokavsko narječje hrvatskoga jezika obuhvaća zapadnoštokavske dijalekte, to su zapadnoštokavski ili (bosansko-dalmatinski), istočnobosanski ili (ščakavsko-jekavski), slavonski i istočnohercegovački dijalekt (koji je u stvari skupina dijalekata, dubrovački, žumberački, bjelovarsko-srednjoslavonski, glinsko-slunjski, pounjski, istočnoslavonski, stolačko-neretvanski, istočnohercegovački, krajiški) u kojemu se ističu hrvatski novoštokavsko ijekavski govori kao zasebni s ikavsko-jekavskim osobinama i snažnim čakavskim elementima (u dubrovačkom dijalektu). U istočnohercegovačkom dijalektu je prijelazna crta prema istočnoštokavskim dijalektima.
- Na istoku hrvatskog sve do zapadnih dijelova srpskog i crnogorskog jezičnog sustava formirao se bošnjački jezični sustav koji se prostire od hrvatskih zapadnoštokavskih dijalekata i govora do istočnoštokavskih dijalekata, taj sustav ustrojavao se je od turske vladavine pa sve do današnjih dana a ubuhvaća islamizirano pučanstvo između Novog Pazara na istoku u Sandžaku i Bihaća na zapadu u turskoj Hrvatskoj, bez jasno diferenciranih crta prema zapadu i istoku. Glavnina sustava bošnjačkog jezika spada u istočnobosanski dijalekt s oko 55 % dok je osatak sustava u istočnohercegovačkom, zapadnoštokavskom i zetsko-sandžačkom dijalektu.
- Jugoistočno od hrvatskog i bošnjačkog jezičnog sustava prostire se crnogorski jezični sustav na istočnoštokavskom govornom prostoru zetsko-sandžačkog dijalekta i prijelaznih jugoistočnih ijekavskih govora istočnohercegovačkog dijalekta.
- Istočno od hrvatskog i bošnjačkog jezičnog sustava te sjeverno od crnogorskog jezičnog sustava proteže se srpski jezični sustav s rubnim jugozapadnim govorima istočnohercegovačkog preko vojvođanskog i šumadijskog, kosovsko-resavskog do zapadnih dijalekata torlačkog narječja koje se nadovezuje na istočne bugarske dijalekte te na južne makedonske dijalekte. Zapadnobugarski dijalekti nadovezuju se na istočnobugarske sve do Crnog mora.
- Prije 10. stoljeća, slovenski jezik nije se znatno udaljio od ostatka zapadnojužnoslavenskog prajezika (koji onda još nije bio postao srednjojužnoslavenski dijasistem).[3]
- Prije 10. stoljeća panonski Slaveni sjeverno od Drave su govorili jezikom južnoslavenskih karakteristika.[3]
- I u razdobljima nakon doseljavanja ugarskih plemena, područja sjeverno od Blatnog jezera imala su južnoslavenski makrodijalekt koji je pokazivao osobine razvitka južnoslavenskih jezika. Prema jugu je bio bliži Južnim Slavenima, prema zapadu, sjeveru i istoku su se te bliskosti gubile.[4]

Po dijalektnoj podlozi nacionalnih standardnih jezika južnoslavenski jezici mogu se podijeliti na nekoliko kategorija;
1. Lingvistička podjela: zapadnojužnoslavenski (slovenski, hrvatski, bošnjački, crnogorski i srpski) i istočnojužnoslavenski (bugarski, makedonski i crkvenoslavenski)
2. Kulturnojezična podjela: zapadnojužnoslavenski (slovenski i hrvatski), srednojužnoslavenski (bošnjački), istočnojužnoslavenski (srpski, crnogorski, bugarski i makedonski).
3. Dijalektološka jezična podloga: Prema dijalektološkoj jezičnoj podlozi južnoslavenske nacionalne standardne jezike možemo podijeliti u tri sustava, zapadni sustav (slovenski jezik), srednjojužnoslavenski dijasustav (hrvatski jezik, bošnjački jezik, crnogorski jezik i srpski jezik), istočni sustav (bugarski jezik, makedonski jezik i crkvenoslavenski jezik).

Vidi i: Srednjojužnoslavenski dijasistem

## Vanjske poveznice
- Ethnologue (14th)
- Ethnologue (15th)
- Ethnologue (16th)